# Fuquan
Fuquan (en chino, 福泉; pinyin, Fúquán, léase Fu-Chuán) es un municipio bajo la administración directa de la Prefectura Qiannan en la Provincia de Guizhou, República Popular China. Su área es de 1692 km² y su población total para 2010 superó los 280 mil habitantes.

## Administración
Desde julio de 2020, el  municipio Fuquan se divide en 8 pueblos que se administran en 2 subdistritos, 5   poblados y 1 villa.